# Marc Havet
Pour les articles homonymes, voir Havet.
 (juillet 2024).
La mise en forme du texte ne suit pas les recommandations de Wikipédia : il faut le « wikifier ».
Les points d'amélioration suivants sont les cas les plus fréquents :
- Les titres sont pré-formatés par le logiciel. Ils ne sont ni en capitales, ni en gras.
- Le texte ne doit pas être écrit en capitales (les noms de famille non plus), ni en gras, ni en italique, ni en « petit »…
- Le gras n'est utilisé que pour surligner le titre de l'article dans l'introduction, une seule fois.
- L'italique est rarement utilisé : mots en langue étrangère, titres d'œuvres, noms de bateaux, etc.
- Les citations ne sont pas en italique mais en corps de texte normal. Elles sont entourées par des guillemets français : « et ».
- Les listes à puces sont à éviter, des paragraphes rédigés étant largement préférés. Les tableaux sont à réserver à la présentation de données structurées (résultats, etc.).
- Les appels de note de bas de page (petits chiffres en exposant, introduits par l'outil «  Source ») sont à placer entre la fin de phrase et le point final[comme ça].
- Les liens internes (vers d'autres articles de Wikipédia) sont à choisir avec parcimonie. Créez des liens vers des articles approfondissant le sujet. Les termes génériques sans rapport avec le sujet sont à éviter, ainsi que les répétitions de liens vers un même terme.
- Les liens externes sont à placer uniquement dans une section « Liens externes », à la fin de l'article. Ces liens sont à choisir avec parcimonie suivant les règles définies. Si un lien sert de source à l'article, son insertion dans le texte est à faire par les notes de bas de page.
- La présentation des références doit suivre les conventions bibliographiques. Il est recommandé d'utiliser les modèles {{Ouvrage}}, {{Chapitre}}, {{Article}}, {{Lien web}} et/ou {{Bibliographie}}. Le mode d'édition visuel peut mettre en forme automatiquement les références.
- Insérer une infobox (cadre d'informations à droite) n'est pas obligatoire pour parachever la mise en page.

Pour une aide détaillée, merci de consulter Aide:Wikification.
Si vous pensez que ces points ont été résolus, vous pouvez retirer ce bandeau et améliorer la mise en forme d'un autre article.
Marc Havet, né le 26 septembre 1939 à Paris, est un architecte et auteur-compositeur-interprète français.

## Biographie
Né dans une famille de musiciens amateurs, Marc Havet étudie au Lycée Arago puis entre à l'École spéciale d'architecture. En parallèle, il étudie le piano et se produit comme pianiste de jazz dans les cafés et cabarets parisiens. Il interprète également des chansons de Brassens, Trenet ou Mac Orlan. Il écrit sa première chanson Super Mesrine en 1980 à l'âge de 40 ans. À la même époque, il ouvre avec sa femme, Martine Havet, un cabaret rue de Gergovie dans le 14e arrondissement de Paris, Au Magique, qu'ils tiendront jusqu'en 2017. De nombreux artistes s'y sont produits, parmi lesquels Michel Bühler ou Joël Favreau. Marc Havet a écrit un répertoire de plus de 200 chansons. Ses textes évoquent notamment le 14e arrondissement de Paris où il habite depuis ses 18 ans (A Hiroshima-sur-Seine, Voyage au bout du bar), mais également nombre de sujets politiques (Souriez vous êtes filmés, Vols crimes traditions, Votez Banquier, Tolérance Zorro) qu'il traite sur le mode de l'humour et de la satire, sur le modèle du dessin de presse. En 2020, il crée avec Michèle Barbier le spectacle Les nouveaux vieux au Théâtre du Nord-Ouest.
Son fils, Roch Havet, est également pianiste et ancien membre des Têtes Raides. Il a également une fille, Maure Havet.

## Œuvres

### Chansons emblématiques
- Paris est tout petit (basé sur une citation du film Les Enfants du paradis)
- Magique
- Mec nana mec
- J'ai demandé au vent
- Secret

### Discographie
- 1998 : Marc Havet éponyme
- 2002 : En direct
- 2005 : Polyamoureux
- 2007 : En public
- 2015 : Sur le vif
- 2019 : Tais-toi et chante